# NGC 1282
NGC 1282 (другие обозначения — UGC 2675, MCG 7-7-68, ZWG 540.109, PGC 12471) — эллиптическая галактика (E), находится в 230 миллионах световых лет в созвездии Персей. Открыта французским астрономом Гийомом Бигурданом 23 октября 1884. Описание Дрейера: «очень тусклый, маленький объект, немного более яркий в середине и в ядре».
NGC 1282 входит в Скопление Персея.
Сверхновая типа Ia SN 2008fh обнаружена рядом с NGC 1282 30 июля, или 30 августа, 2008 Эта сверхновая находится, однако, вне галактики.
Этот объект входит в число перечисленных в оригинальной редакции «Нового общего каталога».